# Regering-Aznar II
De regering-Aznar II bestond uit ministers die door José María Aznar in zijn ministerraad benoemd zijn, nadat zijn conservatieve partij PP de parlementsverkiezingen van 2000 gewonnen had, en die zitting hadden tijdens Spaanse legislatuur VII. Deze legislatuur duurde van 5 april 2000 tot en met 1 april 2004 en komt overeen met Aznars tweede ambtstermijn.

## Regering-Aznar II (2000–2004)
| Ambtsbekleder                  | Ambtsbekleder            | Ambtsbekleder                        | Functie                                           | Ambtstermijn     | Ambtstermijn     | Partij |
| ------------------------------ | ------------------------ | ------------------------------------ | ------------------------------------------------- | ---------------- | ---------------- | ------ |
|                                | José María Aznar         | José María Aznar (1953)              | Premier                                           | 5 mei 1996       | 17 april 2004    | PP     |
|                                | Mariano Rajoy            | Mariano Rajoy (1955)                 | Eerste- vicepremier                               | 28 april 2000    | 3 september 2003 | PP     |
|                                | Rodrigo Rato             | Rodrigo Rato (1949)                  | Eerste- vicepremier                               | 3 september 2003 | 17 april 2004    | PP     |
|                                | Rodrigo Rato             | Rodrigo Rato (1949)                  | Tweede- vicepremier                               | 5 mei 1996       | 3 september 2003 | PP     |
| Minister van Economische Zaken | Rodrigo Rato             | Rodrigo Rato (1949)                  | 17 april 2004                                     | 5 mei 1996       |                  | PP     |
|                                | Javier Bocanegra         | Javier Bocanegra (1957)              | Tweede- vicepremier                               | 3 september 2003 | 17 april 2004    | PP     |
|                                | Mariano Rajoy            | Mariano Rajoy (1955)                 | Minister van het Presidentschap                   | 28 april 2000    | 27 februari 2001 | PP     |
|                                | Juan José Lucas          | Juan José Lucas (1944)               | Minister van het Presidentschap                   | 27 februari 2001 | 10 juli 2002     | PP     |
|                                | Mariano Rajoy            | Mariano Rajoy (1955)                 | Minister van het Presidentschap                   | 10 juli 2002     | 3 september 2003 | PP     |
|                                | Javier Bocanegra         | Javier Bocanegra (1957)              | Minister van het Presidentschap                   | 3 september 2003 | 17 april 2004    | PP     |
|                                | Jaime Mayor Oreja        | Jaime Mayor Oreja (1951)             | Minister van Binnenlandse Zaken                   | 5 mei 1996       | 27 februari 2001 | PP     |
|                                | Mariano Rajoy            | Mariano Rajoy (1955)                 | Minister van Binnenlandse Zaken                   | 27 februari 2001 | 10 juli 2002     | PP     |
|                                | Ángel Acebes             | Ángel Acebes (1958)                  | Minister van Binnenlandse Zaken                   | 10 juli 2002     | 17 april 2004    | PP     |
|                                | Josep Piqué              | Josep Piqué (1955)                   | Minister van Buitenlandse Zaken                   | 28 april 2000    | 10 juli 2002     | PP     |
|                                | Ana Palacio              | Ana Palacio (1948)                   | Minister van Buitenlandse Zaken                   | 10 juli 2002     | 17 april 2004    | PP     |
|                                | Cristóbal Montoro        | Cristóbal Montoro (1950)             | Minister van Financiën                            | 28 april 2000    | 17 april 2004    | PP     |
|                                | Ángel Acebes             | Ángel Acebes (1958)                  | Minister van Justitie                             | 28 april 2000    | 10 juli 2002     | PP     |
|                                | José María Michavila     | José María Michavila (1960)          | Minister van Justitie                             | 10 juli 2002     | 17 april 2004    | PP     |
|                                | Federico Trillo          | Federico Trillo (1952)               | Minister van Defensie                             | 28 april 2000    | 17 april 2004    | PP     |
|                                | Celia Villalobos         | Celia Villalobos (1949)              | Minister van Volksgezondheid                      | 28 april 2000    | 10 juli 2002     | PP     |
|                                | Ana Pastor Julián        | Ana Julián (1957)                    | Minister van Volksgezondheid                      | 10 juli 2002     | 17 april 2004    | PP     |
|                                | Juan Carlos Aparicio     | Juan Carlos Aparicio (1955)          | Minister van Arbeid en Sociale Zaken              | 20 februari 2000 | 10 juli 2002     | PP     |
|                                | Eduardo Zaplana          | Eduardo Zaplana (1956)               | Minister van Arbeid en Sociale Zaken              | 10 juli 2002     | 17 april 2004    | PP     |
|                                | Pilar del Castillo       | Pilar del Castillo (1952)            | Minister van Onderwijs                            | 28 april 2000    | 17 april 2004    | PP     |
|                                | Anna Birulés             | Anna Birulés (1954)                  | Minister van Hoger Onderwijs en Wetenschap        | 28 april 2000    | 10 juli 2002     | O      |
|                                | Josep Piqué              | Josep Piqué (1955)                   | Minister van Hoger Onderwijs en Wetenschap        | 10 juli 2002     | 3 september 2003 | PP     |
|                                | Juan Costa               | Juan Costa (1965)                    | Minister van Hoger Onderwijs en Wetenschap        | 3 september 2003 | 17 april 2004    | PP     |
|                                | Francisco Álvarez-Cascos | Francisco Álvarez- Cascos (1947)     | Minister van Infrastructuur                       | 28 april 2000    | 17 april 2004    | PP     |
|                                | Miguel Arias Cañete      | Miguel Arias Cañete (1950)           | Minister van Landbouw                             | 28 april 2000    | 17 april 2004    | PP     |
|                                | Jaume Matas              | Jaume Matas (1956)                   | Minister van Milieu                               | 28 april 2000    | 18 april 2003    | PP     |
|                                | Elvira Rodríguez         | Elvira Rodríguez (1949)              | Minister van Milieu                               | 18 april 2003    | 17 april 2004    | PP     |
|                                | Jesús Posada             | Jesús Posada (1945)                  | Minister van Regionale Zaken en Publieke Diensten | 28 april 2000    | 10 juli 2002     | PP     |
|                                | Javier Bocanegra         | Javier Bocanegra (1957)              | Minister van Regionale Zaken en Publieke Diensten | 10 juli 2002     | 3 september 2003 | PP     |
|                                | Julia García-Valdecasas  | Julia García- Valdecasas (1944–2009) | Minister van Regionale Zaken en Publieke Diensten | 3 september 2003 | 17 april 2004    | PP     |
|                                | Pío Cabanillas Alonso    | Pío Cabanillas Alonso (1958)         | Minister zonder portefeuille                      | 28 april 2000    | 10 juli 2002     | O      |
| Regerings- woordvoerder        | Pío Cabanillas Alonso    | Pío Cabanillas Alonso (1958)         |                                                   | 28 april 2000    | 10 juli 2002     | O      |
|                                | Mariano Rajoy            | Mariano Rajoy (1955)                 | 10 juli 2002                                      | 3 september 2003 | PP               |        |
|                                | Eduardo Zaplana          | Eduardo Zaplana (1956)               | 3 september 2003                                  | 17 april 2004    | PP               |        |